# 미야코정 (이와테현)
미야코정(宮古町)은 이와테현 시모헤이군에 설치되었던 정이다. 현재의 미야코시 중심부에 해당한다.
미야코시는 1941년에 신설 합병에 의해서 발족한 것으로, 미야코정과는 다른 자치체이다.

## 연혁
- 1889년 4월 1일 - 정촌제의 시행에 의해 미야코촌이 단독으로 지자체를 형성해, 히가시헤이군 미야코정이 성립하였다.
- 1897년 4월 1일 - 군제 시행으로 시모고이군 의 소속이 된다.
- 1924년 4월 1일 - 구와가사키정과 합병해, 다시 미야코정이 성립하였다.
- 1941년 2월 11일 - 소케이촌 · 센토쿠촌 · 야마구치촌과 합병해 미야코시가 성립하여. 같은 날 미야코정이 폐지.

## 교통

### 철도
- 철도성
  - 야마다 선

### 도로
- 국도 45호선
- 국도 106호선